# Ю Жо
Ю Жо (кит. 有若; Ю-цзы, 518 — 458 до н.э.) - древнекитайский философ.

## Биография
Уроженец царства Лу. Ученик Конфуция. Среди упоминающихся в «Лунь юе» учеников только к именам Ю Жо и Цзэн-цзы добавлено почтительное «цзы» (учитель). Это передаёт особое отношение к ним Конфуция.
Некоторое время  Ю Жо рассматривался учениками Конфуция как его преемник. Согласно Сыма Цяню, Ю Жо был младше Конфуция на 43 года (Ши цзи. Глава 67). Но в других источниках встречаются цифры:13, 33, 36. Сыма Цянь отмечал также, что Ю Жо  внешне походил на Конфуция (Ши цзи. Глава 67).
По мнению Ю Жо, благородный муж (цзюнь-цзы) сосредотачивает свои усилия на корне. Если корень заложен, то рождается дао. В качестве корня гуманности (жэнь) Ю Жо полагал принципы «сыновней почтительности и братской любви» (Лунь юй.1, 2).
В беседе с правителем царства Лу, Ю Жо высказал положение, что, «если у народа есть достаток, то и правителю хватает, а если народу не хватает, то и у правителя не может быть достаток». В связи с этим  Ю Жо предложил правителю ввести чжоускую систему обложения налогом (Лунь юй. XII, 9). Согласно этой системе (кит.徹 чэ) надо было вносить в казну одну десятую часть урожая.
При использовании ритуала, по мнению Ю-цзы самым ценным является гармония (кит.和 хэ), благодаря которой был прекрасен путь (Дао) древних правителей. Это для мыслителя основной принцип в правилах поведения.

## Свидетельства о жизни и учении
- Ю Жо говорил: «Разве только народ обитает в пространстве между небом и поверхностью земли? Подобно тому, как цилинь относится ко всем четвероногим бегающим животным, жар-птица-феникс относится к пернатым летающим птицам, гора Тайшань – к холмам и возвышенностям, реки и моря - к лужам на дороге, - так и мудрецы по отношению к народу тоже представляют однородную категорию. Все они выходят из своей однородности и выдаются из скопления своих особей. Но с того времени как зародился народ, не было еще более великолепного мудреца, чем Кун-цзы!» ("Мэн-цзы", Гл.3, часть первая: 有若曰：‘豈惟民哉？麒麟之於走獸，鳳凰之於飛鳥，太山之於丘垤，河海之於行潦，類也。聖人之於民，亦類也。出於其類，拔乎其萃，自生民以來，未有盛於孔子也。)

- Ю-цзы не любил спать и поэтому жёг себе ладонь. ("Сюнь-цзы", Гл.21: 有子惡臥而焠掌)